# 萊維松冰原島峰
77°38′S 142°50′W / 77.633°S 142.833°W
萊維松冰原島峰（英語：Lewisohn Nunatak）是南極洲的冰原島峰，位於瑪麗伯德地，處於麥凱山脈東南面19公里，屬於福特山脈的一部分，由美國研究隊發現和繪入地圖，現時由南極條約體系管理。